# Скачихинский сельсовет
Скачихинский сельсовет — муниципальное образование со статусом сельского поселения в составе Умётского района Тамбовской области России.
Административный центр — село Скачиха.

## История
В соответствии с Законом Тамбовской области от 17 сентября 2004 года № 232-З установлены границы муниципального образования и статус сельсовета как сельского поселения.

## Население
| 2010 | 2012 | 2013 | 2014 | 2015 | 2016 | 2017 |
| ---- | ---- | ---- | ---- | ---- | ---- | ---- |
| 627  | ↘595 | ↘588 | ↘559 | ↘555 | ↘538 | ↘522 |
| 2018 | 2019 | 2020 | 2021 |      |      |      |
| ↘514 | ↘496 | ↘483 | ↗533 |      |      |      |

## Состав сельского поселения
| № | Населённый пункт | Тип населённого пункта       | Население |
| - | ---------------- | ---------------------------- | --------- |
| 1 | Садовка          | посёлок                      | →4        |
| 2 | Скачиха          | село, административный центр | ↘410      |
| 3 | Хилково          | село                         | ↘186      |